# معاهدة بلجراد
معاهدة بلغراد والمعروفة باسم صلح بلغراد هي معاهدة سلام وُقعت في 18 سبتمبر عام 1739 في بلغراد بملكية هابسبورغ لصربيا (حالياً صربيا)، من قبل الدولة العثمانية و هابسبورغ معلنة إنهاء الحرب التركية النمساوية (1737-1739).

## المعاهدة
أنهت هذه المعاهدة القتال بعد خمس سنوات من الحرب التي انضم فيها آل هابسبورغ إلى الإمبراطورية الروسية في حربها ضد العثمانيين. بموجب معاهدة بلغراد تنازل هابسبورج عن مملكة صربيا بالإضافة إلى بلغراد والجزء الجنوبي من بانات تيميشوارا
وشمال البوسنة لصالح العثمانيين، أولتينيا
المكتسبة بموجب معاهدة باساروفجا في 1718 لصالح الأفلاق (العثمانية)، وتعيين الحدود إلى نهري سافا والدانوب. أجبر انسحاب هابسبورغ روسيا لقبول السلام  بعاهدة نيس، حيث كان يسالتي سمحت لها ببناء ميناء آزوف والحصول على موطئ قدم على البحر الأسود.
أنهت معاهدة بلغراد فعلياً مملكة صربيا التي كانت موجودة منذ عام 1718، ليشهد هذا الإقليم فيما بعد الحرب التركية النمساوية (1788-1791) ليُدرج مؤقتاً مرة أخرى تحت التاج الملكي لهابسبورغ في 1788 بمساعدة كوتشا أنديلكوفيتش.